# Ludwig Ebermayer

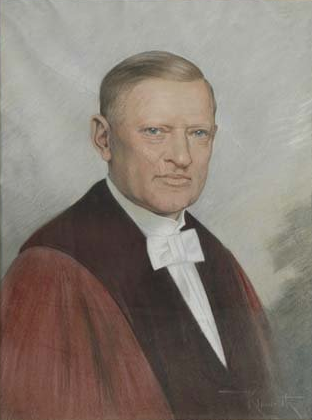
Ludwig Ebermayer, 1921, Gemälde von Anton Klamroth

Ludwig Friedrich Peter Ebermayer (* 15. April 1858 in Nördlingen; † 30. Juni 1933 in Leipzig) war Jurist, Reichsgerichtsrat, Oberreichsanwalt.

## Leben
Ebermayer war Sohn eines protestantischen Dekans. Nach dem Tod des Vaters zog seine Mutter mit ihm zurück zu ihrer Familie nach Schweinfurt. Dort besuchte er die Volksschule und das Gymnasium und legte 1875 das Abitur ab. Anschließend nahm er in Würzburg das Studium der Altphilologie auf, brach dieses jedoch schon nach einem Semester ab, um stattdessen Rechtswissenschaften zu studieren. 1877 wurde er in die Stiftung Maximilianeum in München aufgenommen, wo er freie Kost und Logis genoss. Seit dem Studium war er Mitglied der Studentenverbindung Akademischer Gesangverein München im SV. 1879 legte er an der Ludwig-Maximilians-Universität München die erste juristische Staatsprüfung ab, 1882 die zweite.
Ebermayer trat 1883 in den bayerischen Justizdienst ein. Dort hatte er 1883 die Stellung eines III. Staatsanwalts in Straubing, 1884 die eines Amtsrichters in Neuburg an der Donau, 1890 eines II. Staatsanwalts in Bayreuth und 1894 war er Landgerichtsrat in Bamberg, 1899 wurde er Staatsanwalt am Oberlandesgericht Bamberg. 1902 wurde er zum Richter am Reichsgericht ernannt. Eine Dekade gehörte er dem III. Strafsenat des Reichsgerichts an. 1911 war er Mitglied der Kommission zur Strafrechtsreform und war beteiligt am Entwurf 1914. 1914 kehrte er in den Strafsenat zurück. Ab dem Frühjahr 1918 war er wieder für 1½ Jahre mit den wiederaufgenommenen Reformarbeiten beschäftigt. Im September 1918 wurde er in Abwesenheit zum Senatspräsidenten des II. Strafsenats des Reichsgerichts ernannt. Eine Berufung auf den Lehrstuhl Wachs lehnte er 1920 ab. Ab 1921 war er fünf Jahre lang Oberreichsanwalt. Beteiligt war er bei zahlreichen spektakulären Prozessen, beispielsweise den Leipziger Prozessen. Die Leipziger Prozesse stellten den ersten Versuch dar, Kriegsverbrechen zu ahnden, die während des Ersten Weltkrieges begangen worden waren. Seine öffentlicher Bekanntheitsgrad war geprägt durch seine Rolle als Ankläger im Hochverratsverfahren gegen die Kapp-Putschisten oder Mordes an Walther Rathenau. Auch hat er den Hamburger Aufstand von 1923 untersucht.
Sein Standpunkt zur Republik bleibt zwiespältig. Einerseits soll er Gürtners Ansinnen der Mitarbeit an der Strafrechtsreform im Mai 1933 mit den Worten abgelehnt haben, er sei kein Nationalsozialist. Andererseits sprach Ebermayer stets nur von „sogenannten Kriegsverbrechen“, als er in den Leipziger Kriegsverbrecherprozessen die Anklage zu vertreten hatte, und beschrieb, wie es ihm „das Herz im Leibe herumgedreht“ habe, „unsere eigenen Leute“ vor Gericht stellen zu müssen. Ebenso klingt der Ton, wenn er von den „unzweifelhaft edlen Motiven“ des Kapp-Putschisten von Jagow ausging.
In der Internationalen Kriminalistischen Vereinigung war er Vorsitzender der deutschen Landesgruppe. Er war Mitherausgeber der Leipziger Zeitschrift und seit 1926 Deutschen Juristen-Zeitung. Wissenschaftlich bekannt wurde er als Mitinitiator des Leipziger Kommentars. Bei Ärzten war Ebermayer durch seine zahlreichen Publikationen zum Arztrecht bekannt; er beschäftigte sich nicht nur mit den Fragen der Ärzte rund um den ärztlichen Heileingriff, die Einwilligung des Patienten, die ärztliche Schweigepflicht oder die aktive und passive Sterbehilfe, sondern auch mit dem Kassenarztrecht. So war Ebermayer einer der ersten Juristen, die sich publizistisch der besonderen Beziehungen zwischen Arzt und Recht widmeten und versuchten, dieses der sehr interessierten Ärzteschaft näher zu bringen. Er erhielt zahlreiche Ehrungen: 1913 den Ehrendoktor der juristischen Fakultät der Universität Göttingen. 1924 wurde er Dr. med. h. c. der Medizinischen Fakultät der Universität Leipzig. Seit 1927 war er Honorarprofessor für Strafrecht an der Universität Leipzig.

## Familie
Der Schriftsteller Erich Ebermayer war sein Sohn. Seine Frau Angelika war die Tante von Hitlers späterem Reichsleiter Philipp Bouhler.

## Publikationen (Auswahl)
- Die Strafrechtsreform: Das Ergebnis der Arbeiten der Strafrechtskommission, Tübingen 1914.
- Der Entwurf eines Deutschen Strafgesetzbuches: nach den Beschlüssen der Strafrechtskommission systematisch bearbeitet, Berlin 1914

- Reichs-Strafgesetzbuch: mit besonderer Berücksichtigung der Rechtsprechung des Reichsgerichts; 4. Aufl. 1920, 1922, 1925, 1929

- Arzt und Patient in der Rechtsprechung, Berlin 1924.
- Taschenkommentar des Patentgesetzes sowie des Gesetzes, betreffend die Patentanwälte und des Gesetzes, betreffend den Schutz von Gebrauchsmustern. Berlin 1926.

- (Hrsg.) Das materielle Strafrecht: Anleitung zur strafrechtlichen Praxis. Ein Beitrag zur Ausbildung unserer jungen Juristen und ein Ratgeber für jüngere Praktiker, Bd. 2, 4. Aufl., Berlin 1929.

- Fünfzig Jahre Dienst am Recht. Erinnerungen eines Juristen, Grethlein & Co, Leipzig 1930.